# Leptosciarella aspiculosa
Leptosciarella aspiculosa är en tvåvingeart som beskrevs av Mohrig, Roschmann och Björn Rulik 1999. Leptosciarella aspiculosa ingår i släktet Leptosciarella och familjen sorgmyggor.
Artens utbredningsområde är Nepal. Inga underarter finns listade i Catalogue of Life.